# Bernhard Oppermann
Bernhard Oppermann (* 23. Juli 1853 in Berlin; † 23. August 1917 in Oberstdorf) war ein deutscher Reichsgerichtsrat.

## Leben
Sein Vater war der Staatsanwalt Heinrich Oppermann. Er legte sein Abitur in Coburg ab. Er studierte in Heidelberg, Bonn und Berlin. Während seines Studiums wurde er 1871 Mitglied der Burschenschaft Allemannia Heidelberg. Er wurde in Bonn promoviert. Er beschäftigte sich ausschließlich mit Strafrecht. 1876 wurde er auf den preußischen Landesherrn vereidigt. 1886 wurde er Staatsanwalt in Berlin und 1900 Landgerichtsdirektor. An das Reichsgericht kam er 1907. Hugo Heinemann, ein Verteidiger, der mit Oppermann im Plötzensee-Prozess 1905 aneinandergeraten war, ätzte: „Diese Stellung [als Reichsgerichtsrat] konnte er vortrefflich ausfüllen, da er ein guter Jurist war und beim Reichsgericht nur mit juristischen Begriffen, nicht mit lebenden Menschen zu tun hatte.“ Er war im IV. Strafsenat des Reichsgerichts tätig. 1917 verstarb er an einem Gehirnschlag in Oberstdorf, beim Abstieg vom Nebelhorn auf der Seealpe bei einer Wanderung. Nach den Maßstäben der Antisemiten galt er als „jüdischer Jurist“.

## Mitgliedschaften
- Mitglied der preußischen Sachverständigenkammer
- Stellvertretendes Mitglied des Disziplinarhofes für die Schutzgebiete
- Mitglied der Kommission der Vorbereitung der Umarbeitung der StPO

## Werke
- Die Strafprozessordnung für das Deutsche Reich, 9. Auflage, München 1917.